# Janusz Sikorski (wokalista)
Janusz Sikorski (ur. 24 lipca 1950 w Międzyrzeczu, zm. 27 lutego 1995 w Warszawie) – polski pieśniarz, wykonawca szant, autor tłumaczeń i tekstów wielu pieśni o tematyce żeglarskiej i morskiej, żeglarz.

## Życiorys

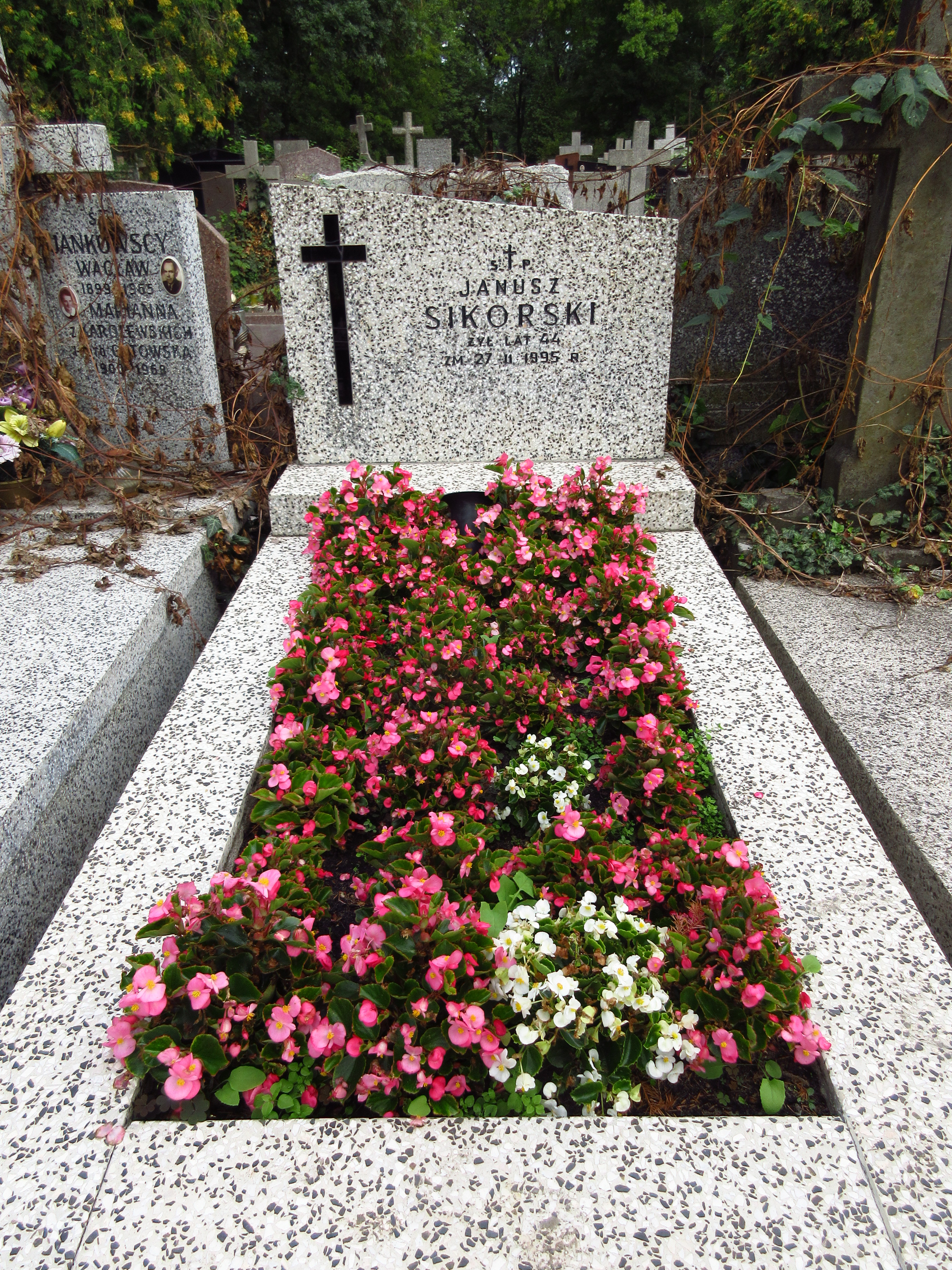
Grób Janusza Sikorskiego na Cmentarzu Bródnowskim.

Był absolwentem Wydziału Filologii Polskiej Uniwersytetu Warszawskiego. Ukończył Średnią Szkołę Muzyczną w Koszalinie w klasie oboju. Debiutował w 1971 jako wokalista czeskiej grupy Blue System. W 1981 r., wraz z Jerzym Porębskim, Markiem Szurawskim i Ryszardem Muzajem założył popularną polską grupę szantową Stare Dzwony, której był wieloletnim członkiem. Z zespołem tym wielokrotnie występował na wszystkich ważniejszych imprezach szantowych w kraju (Shanties w Krakowie, Szanty w Giżycku, Wiatrak i FAMA w Świnoujściu, Wrocław, Mikołajki), a także za granicą w Anglii, Francji, Holandii, Niemczech, Szwecji, USA i Kanadzie. W latach 1979–1992 był dziennikarzem Rozgłośni Harcerskiej, Programu IV Polskiego Radia oraz warszawskiego biura Radia Wolna Europa. W Rozgłośni Harcerskiej wraz z Markiem Szurawskim prowadził cykl audycji pod wspólnym tytułem Kliper siedmiu mórz, popularyzujących muzykę szantową.
Pochowany na cmentarzu Bródnowskim w Warszawie (kwatera 30M-2-18).

## Dyskografia
- LP Stare Dzwony: Więcej żagli OZŻ Radom 1983
- LP J. Sikorski: Kołysanie Kliper 1987, CD MTJ 2001
- LP J. Sikorski: Morski doktor Kliper 1990, CD Kliper 1990
- CD Stare Dzwony: Szanty MTJ 1996